# Персі Джон Даніелл
Персі Джон Даніелл (англ. Percy John Daniell; 9 січня 1889 — 25 травня 1946) — чистий та прикладний математик. У серії статей, опублікованих між 1918 і 1928 роками, він розвинув та розширив узагальнену теорію інтегрування та диференціювання, яка сьогодні відома як схеми Даніелла.

## Біографія
Даніелл народився в Вальпараїсо, Чилі. Його родина повернулася до Англії в 1895 році. Даніелл відвідував школу короля Едуарда у Бірмінгемі, і продовжив навчання в Кембриджі. Даніелл став прикладним математиком / фізиком-теоретиком. Рік він викладав в Університеті Ліверпуля, а 1914 році був призначений до нового Інституту Райса в Х'юстоні, штат Техас. Інститут Райса відрядив його на рік в Геттінгенський університет навчатися у Макса Борна та Давида Гільберта. Даніелл працював в Інституті Райса від 1914 до 1923, і повернувся в Англію на посаду в Університеті Шеффілда. Під час Другої світової війни Даніелл був радником британського міністерства постачання. Напруга від роботи під час війни серйозно зашкодила його здоров'ю. Він помер 25 травня 1946 року.

## Праці
- Daniell, Percy John (1918), «A general form of integral», Annals of Mathematics 19: 279–94.
- –––––– (1919a), «Integrals in an infinite number of dimensions», Annals of Mathematics 20: 281–88.
- –––––– (1919b), «Functions of limited variation in an infinite number of dimensions», Annals of Mathematics 21: 30–38.
- –––––– (1920), «Further properties of the general integral», Annals of Mathematics 21: 203–20.
- –––––– (1921), «Integral products and probability», American Journal of Mathematics 43: 143–62.